# Qeqertaq, Qeqertarsuaq
Qeqertaq är en ö i Qeqertarsuaqs kommun på Grönland. Den hade inga invånare år 2005.